# Itanagra
Itanagra este un oraș în statul Bahia (BA) din Brazilia.